# Berberis beaniana
Berberis beaniana är en berberisväxtart som beskrevs av Camillo Karl Schneider. Berberis beaniana ingår i släktet berberisar, och familjen berberisväxter. Inga underarter finns listade i Catalogue of Life.